# Senza una donna (film)
Senza una donna è un film del 1943 diretto da Alfredo Guarini.

## Trama
Un duca misogino decide di andare a vivere nel suo castello sulla Riviera ligure, lontano da qualsiasi femmina e accompagnato solo dal suo barbiere e da due tenori, anch'essi con la stessa volontà del duca di vivere lontani dalle donne. I quattro sembrano riuscire nel loro intento, ma un gruppo di avvenenti ballerine, dopo aver perso il treno, chiede ospitalità al castello. Nasce così un susseguirsi di vicende amorose che porteranno i quattro misogini a cambiare idea riguardo alla vita senza compagnia femminile.

## Produzione

### Riprese
Guarini scelse di ambientare Senza una donna a Pieve Ligure, nella Riviera di Levante. In particolare le riprese si svolsero al castello Cirla, nella vicina stazione e sulla scogliera, oltre a varie inquadrature dal mare. Le scene in interni vennero girate negli studi di Cinecittà a Roma e Fert di Torino.

## Accoglienza
In generale, i critici del tempo non apprezzarono l'interpretazione di Giuseppe Lugo, noto tenore evidentemente non altrettanto valido come attore. Dal canto suo il film venne considerato noioso o addirittura di pessimo gusto, con i numeri canori di Lugo visti come espedienti con il compito di «assolvere da qualsiasi malefatta attori, soggettisti e registi». Non mancarono comunque i giudizi positivi: un critico de Il Resto del Carlino sostenne che, nonostante la storia mediocre, il pubblico si sarebbe divertito grazie al canto di Lugo e le interpretazioni di Umberto Melnati, Silvana Jachino e gli altri membri del cast. Un altro giornalista si espresse a favore della regia di Guarini, sottolineando le difficoltà che il regista genovese si trovò costretto ad affrontare durante le riprese, avvenute negli anni della seconda guerra mondiale.